# Rubus thibetanus
Rubus thibetanus là loài thực vật có hoa trong họ Hoa hồng. Loài này được Franch. miêu tả khoa học đầu tiên năm 1885.